# EINECS-szám
Az EINECS-szám úgy állt elő, hogy az EINECS (European Inventory of Existing Commercial Chemical Substances, azaz: Létező Kereskedelmi Vegyi Anyagok Európai Jegyzéke) 1990. június 15-én végső közleményben publikálta azon vegyi anyagok felsorolását, amelyek elérhetőek voltak az Európai Közösség piacán 1971. január 1. és 1981 szeptember 18. közt. Minden vegyi anyag egy több számjegyű azonosítójelet kapott.
A nyilvántartást a veszélyes anyagok címkézéséről szóló 67/548/EGK irányelv hozta létre: az EINECS-számot fel kell tüntetni a címkén és a csomagoláson is.
A jegyzéket 1981. szeptember 19. óta a bejelentett vegyi anyagok európai jegyzéke (ELINCS) váltotta fel. Az Európai Bizottság értesítését követően minden új, az európai piacon forgalomba hozott anyagot ELINCS-számmal látnak el. Az ELINCS-számot a címkéken és a csomagoláson is kötelező feltüntetni.
Az EK-szám kifejezés előnyösebb az EINECS/ELINCS-számmal szemben, de nem tévesztendő össze az enzimbizottság EK-számával. 2007.11.16-án 100 204 EINECS-számmal rendelkező anyagot határoztak meg. 

## Formátum
Az EINECS-számot a 200-001-8-tól kezdődően hétjegyű, 2XX-XXX-X vagy 3XX-XXX-X típusú rendszer jelöli. Az ELINCS-számot egy hétjegyű, 4XX-XXX-X típusú rendszer jelöli, amely a 400-010-9-cel kezdődik.
Az EINECS/ELINCS/EC számot általános formában a következőképpen kell leírni:
```
  NNN-NN-R
  123-456-0
```

ahol R az ellenőrző számjegy és a következő összeg 11-gyel osztott maradéka:
```
  N
1
 + 2×N
2
 + 3×N
3
 + 4×N
4
 + 5×N
5
 + 6×N
6
```